# تفاعل بليز
تفاعل بليز (بالإنجليزية: Blaise reaction )‏ عبارة عن تفاعل عضوي يقوم بتكوين البيتا- كيتو إستر من تفاعل معدن الزنك مع ألفا- برومو إستر و نيتريل . المركب الوسطي النهائي هو الإيمين المعدني، والذي يتم تحليله مائياً لإعطاء البيتا- كيتو إستر المطلوب .
تميل الإسترات الأليفاتية ذات الحجم الكبير إلى إعطاء محصول مئوي «مردودات» أعلى . وقد وضع كلاً من ستيفن هانيك و يوشيتو كيشي إجراءات محسنة لذلك .
وقد لوحظ أن  مجموعات الهيدروكسيل الحرة يمكن التغاضي عنها في سياق هذا التفاعل، مما يثير الدهشة بالنسبة لتفاعلات هاليدات المعادن العضوية .